# Amphilochus neapolitanus
Amphilochus neapolitanus är en kräftdjursart som beskrevs av Della Valle 1893. Amphilochus neapolitanus ingår i släktet Amphilochus och familjen Amphilochidae. Inga underarter finns listade i Catalogue of Life.

## Bildgalleri

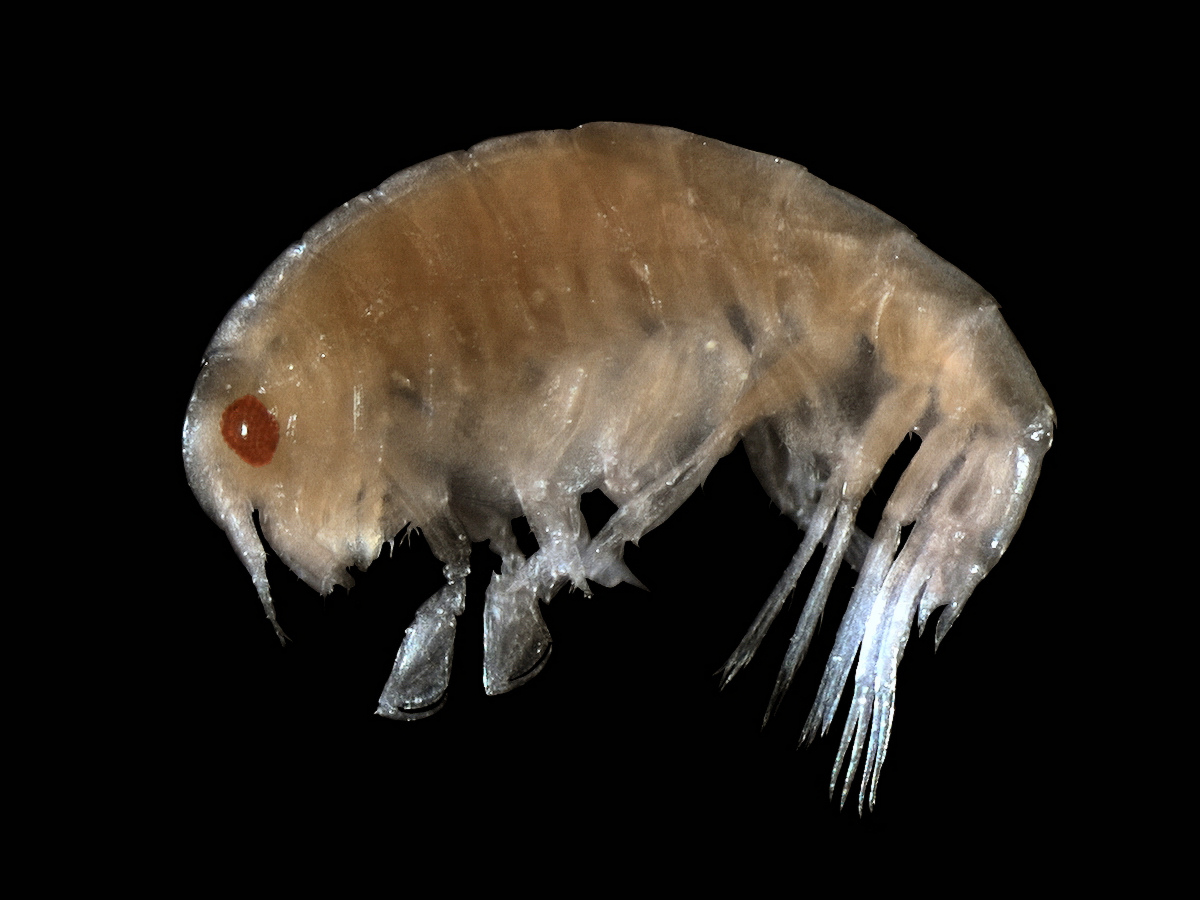